# Râul Porcu, Șușița
Porcu este un curs de apă, afluent al râului Șușița. 